# کلود کائن

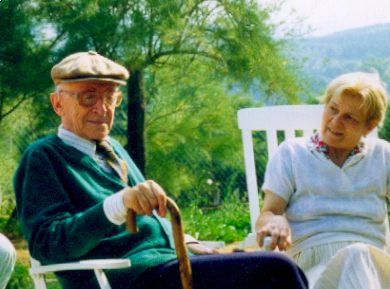
کلود کائن و همسرش در سال ۱۹۸۹.

کلود کائن (به فرانسوی: Claude Cahen) ( زاده ۱۹۰۹، پاریس – مرگ ۱۹۹۱) خاورشناس و مؤرخ فرانسوی مارکسیست بود. تخصص او در مطالعات قرون وسطی اسلامی، منابع اسلامی در مورد جنگ‌های صلیبی و تاریخ اجتماعی از جامعه قرون وسطی اسلامی بود. او در سال‌های ۱۹۴۵ - ۱۹۵۹ استاد دانشگاه استراسبورگ بود و سپس در دانشگاه سوربن، در سال ۱۹۶۷ دانشگاه میشیگان او را به تدریس دعوت کرد. دو منبع آکادمیک از او با عنوان «ریش سفید تاریخ اجتماعی اسلامی و یکی از بانفوذترین مؤرخان اسلامی قرن بیستم» و «بهترین مؤرخ خاورمیانه در قرن بیستم» یاد می‌کنند. او جز نویسندگان تاریخ ایران کمبریج بود.
کائن ازدواج کرده و صاحب شش فرزند شد که مؤرخ میشل کائن یکی از آنها می‌باشد. از حدود سال‌های ۱۹۳۰ تا سال ۱۹۶۰، کائن عضو حزب کمونیست فرانسه بود، و پس از آن یک فعال مارکسیست باقی ماند.
کلود کائن در یک خانواده یهودی فرانسوی به دنیا آمد. با این حال او نه خود را یهودی در نظر می‌گرفت و نه از دولت اسرائیل حمایت می‌کرد. او در جنگ جهانی دوم زندانی جنگی بود.